# Svolværs kommun
Svolværs kommun (norska: Svolvær kommune) var en kommun (stadskommun, norska: bykommune) i Nordland fylke i norra Norge. Kommunen omfattade staden Svolvær som samtidigt utgjorde kommunens centralort.

## Administrativ historik
Svolværs kommun upprättades 1 juli 1918 genom utbrytning ur Vågans kommun. Kommunen hade 2 429 invånare vid upprättandet.
Den 1 januari 1964 gick kommunen upp i Vågans kommun. Kommunens hade då 3 952 invånare.

## Kommunvapen
Blasonering: På blå bunn en vannrett sølv torsk mellom to bølgede strenger av sølv.
(I blått fält en torsk av silver åtföljd av två vågsträngar av silver.)
Kommunvapnet godkändes den 20 januari 1941. Motivet anspelar på Lofotfisket.